# زواج القصر في الولايات المتحدة

سن الزواج مع مراعاة الاستثناءات
18
17
16
15
0

يعني زواج الأطفال في الولايات المتحدة الأمريكية أن يكون أحد الطرفين أصغر من ثمانية عشر عامًا.
ما بين عامي 2008 و2015، تزوج 200 ألف قاصر في الولايات المتحدة. الغالبية العظمى من الزواج يحدث بين قاصر وبالغ. معظم القصر فتيات.
منذ أكتوبر 2018، 48 من 50 ولاية أمريكية سنت استثناءات في قوانينها التي تسمح للقصر بالزواج (في 2018، أصبحت ديلواري ونيو جيرسي أول ولايتين تمنع زواج القصر تمامًا). من ضمن الثمانية والأربعين ولاية التي تسمح بزواج القصر، 18 منها لم تحدد سنًا قانونيًا أدنى للزواج، بينما 32 منها تضع سنًا قانونيًا يتراوح من 14 إلى 17 عامًا. بالإضافة إلى أن منطقة كولومبيا والعديد من المناطق التابعة لسيطرة الولايات المتحدة الأمريكية (مثل بورتو ريكو) تسمح بزواج القصر.
منذ 2016، رفعت العديد من الولايات سن الزواج للقصر أو وضعت واحدًا إذا لم يكن لديها من قبل.
في الكثير من الحالات، يتزوج القصر في الولايات المتحدة حين يكونون أصغر من السن القانونية للموافقة على العلاقة الجسدية، والذي يتراوح من 16 إلى 18 عامًا. في بعض المناطق، لا يحق قانونيًا للقصر بالطلاق أو هجر أزواجهم أو الهروب إلى ملاجئ بسبب العنف المنزلي. في 2010 في تينيسي، تزوجت فتيات بعمر العاشرة من رجالٍ تتراوح أعمارهم بين الرابعة والعشرين والواحدة والثلاثين. بينما في ألاباما، تزوج رجلٌ في الرابعة والسبعين من فتاة في الرابعة عشر. هاتان الولايتان حددتا سن الزواج القانونين بسبعة عشر والستة عشر على التوالي.